# Pyrrhulina spilota
Pyrrhulina spilota is een straalvinnige vissensoort uit de familie van de slankzalmen (Lebiasinidae). De wetenschappelijke naam van de soort is voor het eerst geldig gepubliceerd in 1960 door Weitzman.